# Knooppuntdienstregeling

Knooppuntdienstregeling met een 00/30-symmetrie

Een knooppuntdienstregeling is een dienstregeling waarbij op knooppuntstations of -haltes aansluiting gegeven wordt tussen verschillende openbaar vervoer lijnen zodat reizigers met weinig tijdverlies kunnen overstappen. De Nederlandse Spoorwegen hebben in 1970 met Spoorslag '70 een knooppuntdienstregeling ingevoerd. In de luchtvaart spreekt men van een hub and spokes systeem.
Om de overstap mogelijk te maken is het wenselijk / nodig dat alle voertuigen gelijktijdig op het knooppunt aanwezig zijn, en elkaar hier dus kruisen. In Zwolle bijvoorbeeld komen treinen uit diverse richtingen even voor .15 en .45 aan en vertrekken ze even daarna. In Eindhoven is dit rond .00 en .30.
Indien in een netwerk meerdere knopen aanwezig zijn kan het praktisch zijn in iedere knoop dezelfde knooptijden te hebben. De rijtijden tussen de knopen moet zodanig zijn dat een voertuig na vertrek van de ene knoop op tijd binnen kan zijn op de volgende knoop, dus in de praktijk ongeveer 25 of 55 minuten. Om deze waarden te bereiken heeft NS in 1970 op sommige baanvakken de maximumsnelheid verhoogd van 130 naar 140 km/h terwijl op andere baanvakken extra stops werden toegevoegd.
Het grote voordeel van een knooppuntdienstregeling is dat bij lage frequenties veel verschillende relaties kunnen worden aangeboden zonder dat de reiziger veel tijd kwijt is aan overstappen. Hier staan nadelen tegenover die bij grotere vervoersomvang en hogere frequenties belangrijk worden:
- De knooppuntstations hebben veel ruimte nodig omdat alle voertuigen hier tegelijk moeten zijn.
- De knooppuntstations zijn onderhevig aan grote piekbelasting.
- Een knooppuntdienstregeling is kwetsbaar voor verstoringen, als een voertuig vertraging heeft moet de reiziger juist extra lang op zijn aansluiting wachten, dat betekent dat de voordelen alleen tot uiting komen als een knooppuntdienstregeling punctueel wordt uitgevoerd.
- Voertuigen moeten op een knooppunt relatief lang halteren om op aansluitingen te wachten.

Afhankelijk van de situatie kan gesteld worden dat bij een uurdienst of minder de voordelen van een knooppuntdienstregeling opwegen tegen de nadelen. Bij een kwartierdienst of meer zien we dat de nadelen de overhand gaan krijgen, dit is de reden dat bij tram- of metronetwerken meestal geen sprake is van een knooppuntdienstregeling.